# ベルリン・フィルハーモニー
ベルリン・フィルハーモニー（ドイツ語: Berliner Philharmonie）は、ドイツのベルリンにあるコンサートホール。ベルリン・フィルハーモニー管弦楽団の本拠地である。

## 概要
ハンス・シャロウンによる設計で、1963年に竣工した。ホールは五角形の建物で、ヴィンヤード型の大ホールの収容人数は2,440席、室内楽ホールは1,180席である。ベルリン・フィルハーモニー管弦楽団の定期演奏会だけでなく、ジルベスターコンサートなどの特別演奏会も開催される。
当該施設は、ナチス・ドイツ時代にT4作戦を実行した「安楽死管理局」が置かれた場所に所在する。敷地内のティーアガルテン通り4番地には犠牲者慰霊と記念のためのガラス碑が設置されている。
ステージに向かって上手側（右側）の上方にパイプオルガンが設置されている。ホールを設計した当初、オルガンのことが考慮されていなかったため、途中で設計に加えられた時には、ここしか設置できる場所がなかった。これについて、設計に参画したヘルベルト・フォン・カラヤンは、使いづらくて仕方がないと語っている。
ステージの雛壇はパンタグラフ方式で上昇する。最近のホールはエレベーター式となっているものが多いが、このホールでは開館後にこの装置を設けたため舞台下に充分な空間がなく、この方式が採用された。
2008年5月20日に、改修工事中の屋根から出火し、6時間にわたって燃え続けた。死者・負傷者やホール内部への損害、楽器への被害などはなかったが、修復のためしばらく閉鎖されることになった。この影響により、5月29日から31日にかけて、ベルリン・フィルハーモニー管弦楽団がテンペルホーフ空港の格納庫で演奏会を開催した。

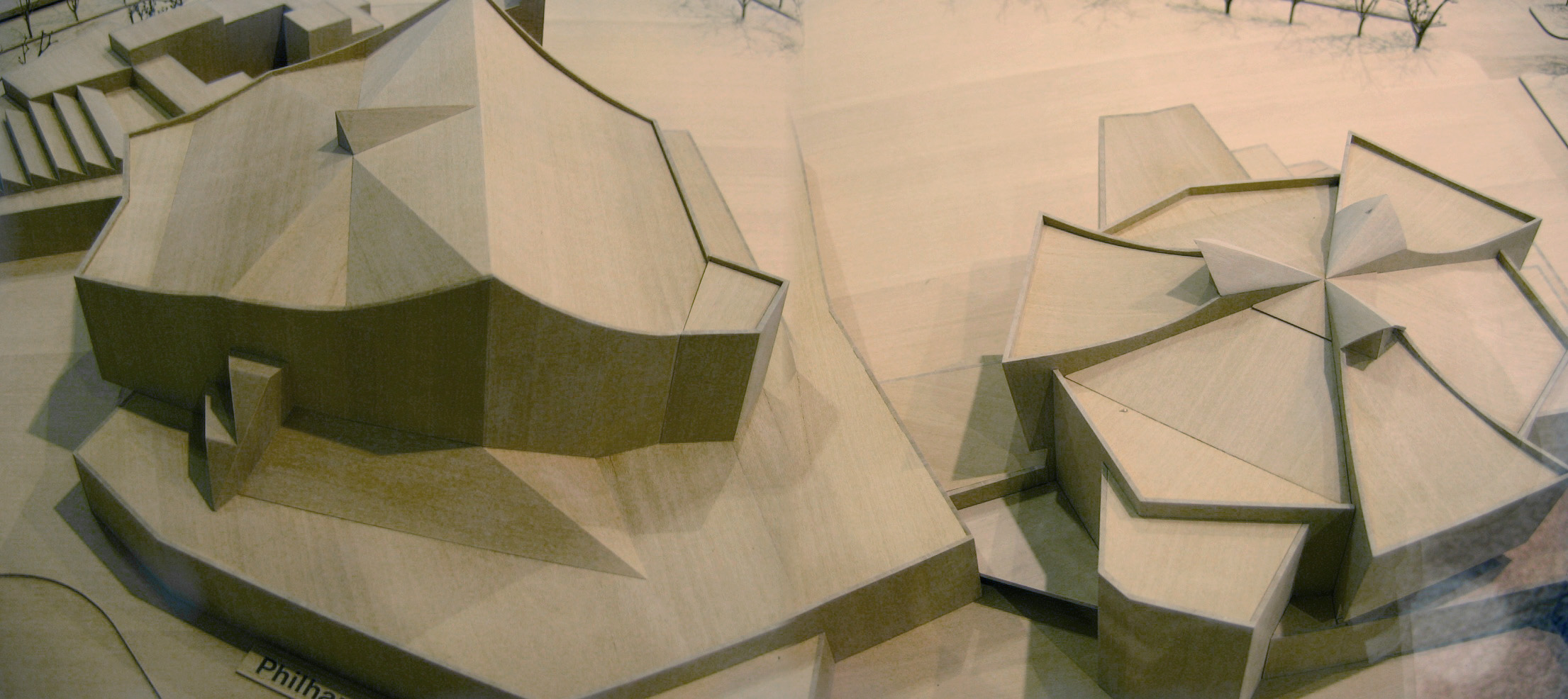
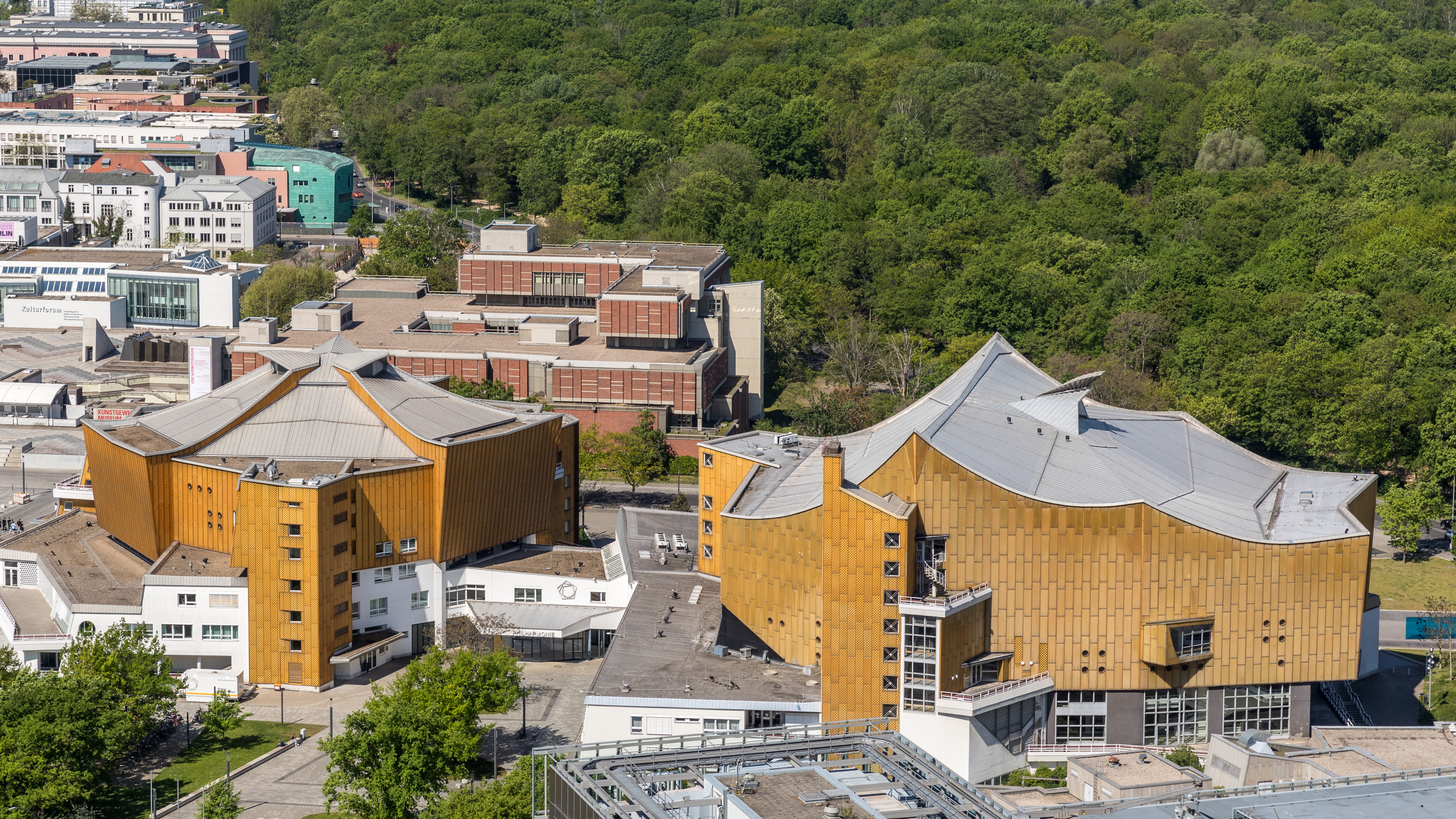
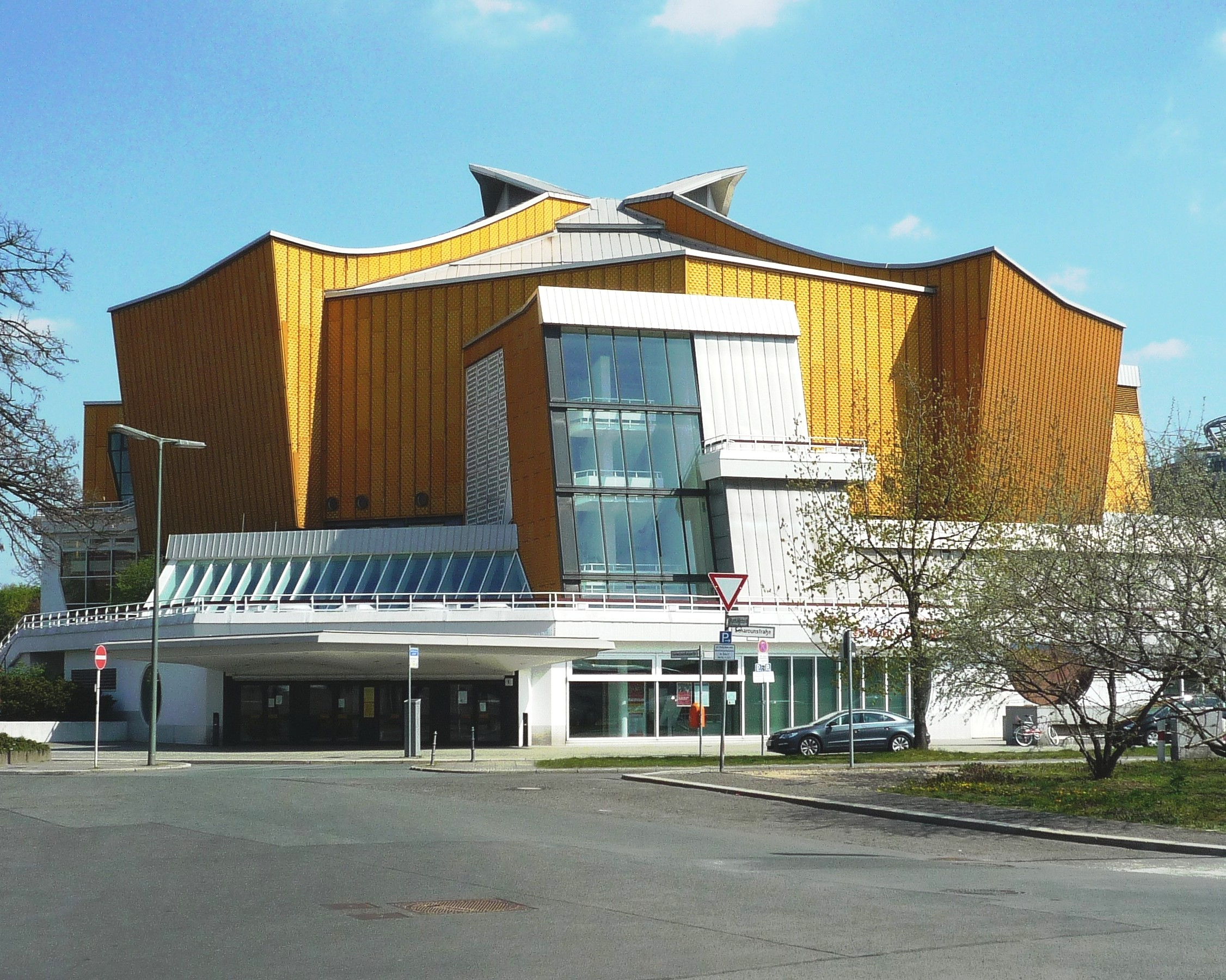
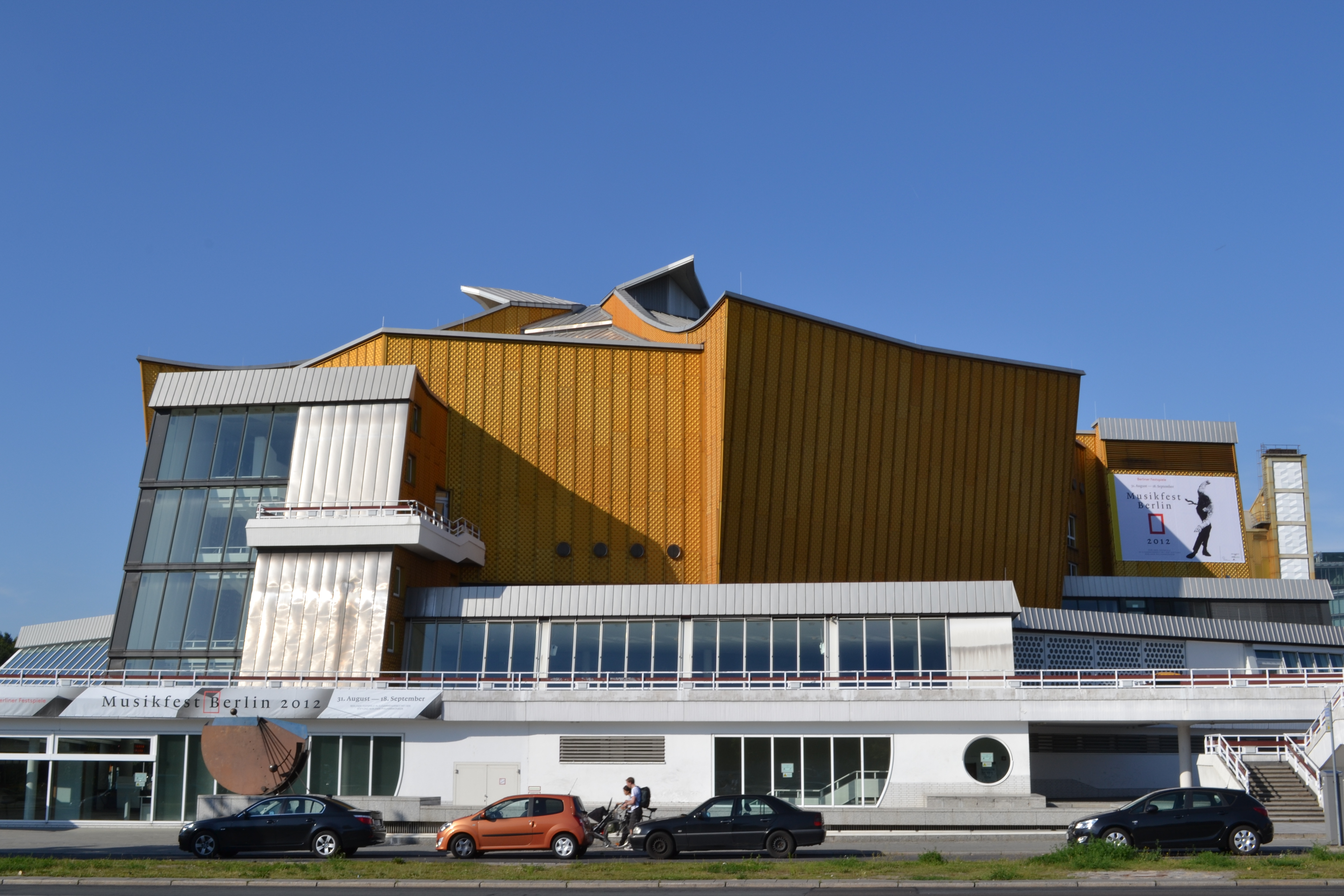
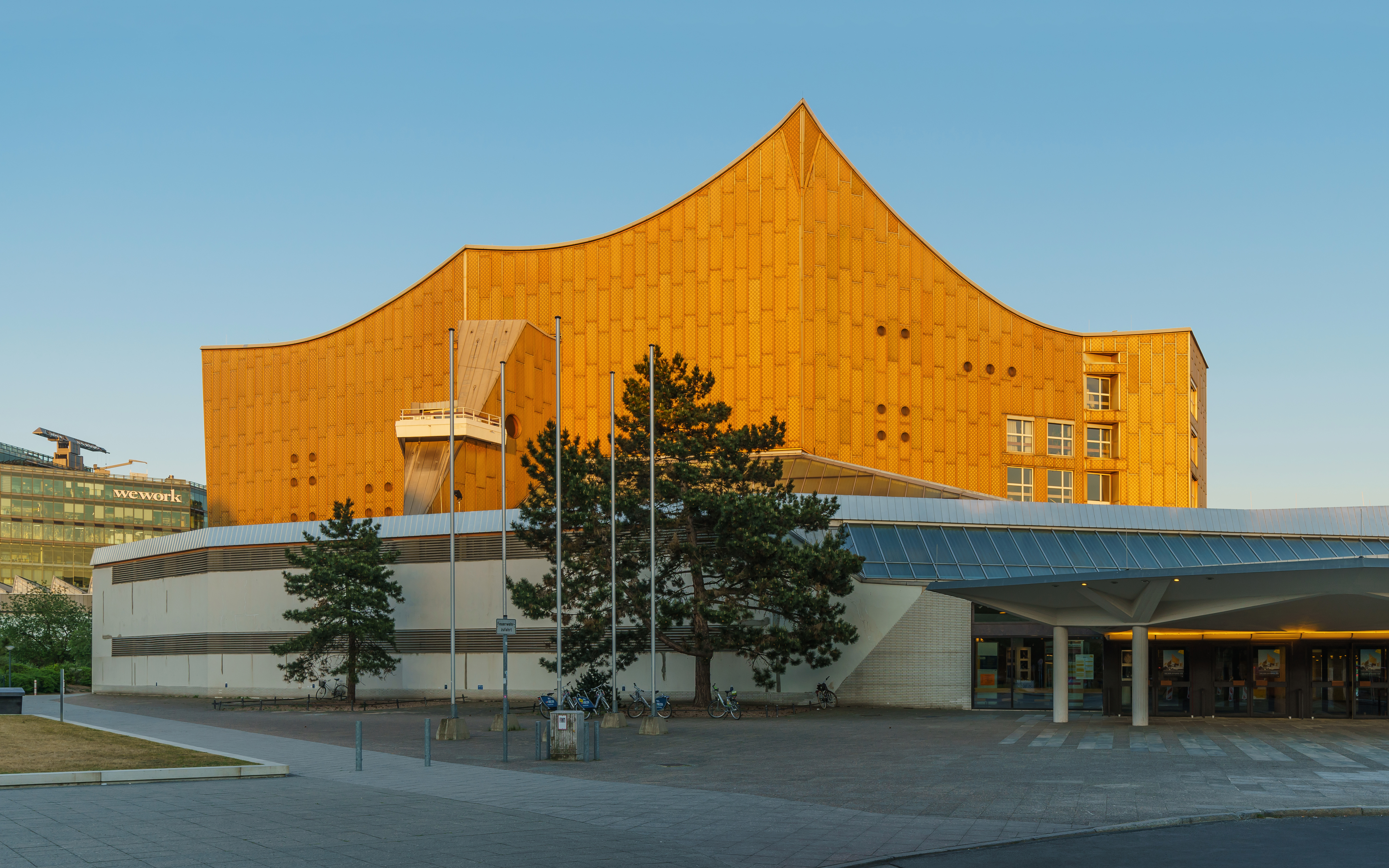
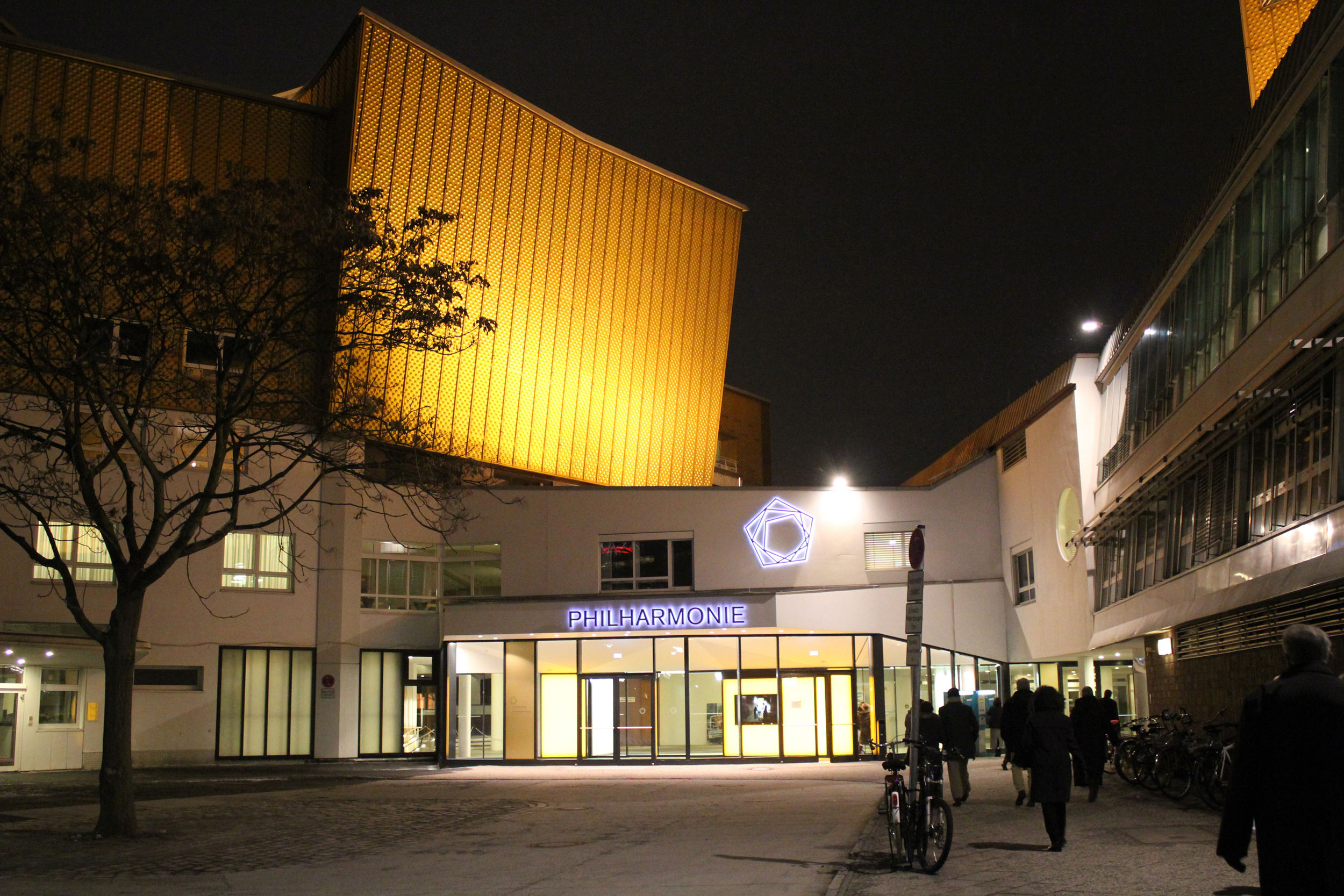
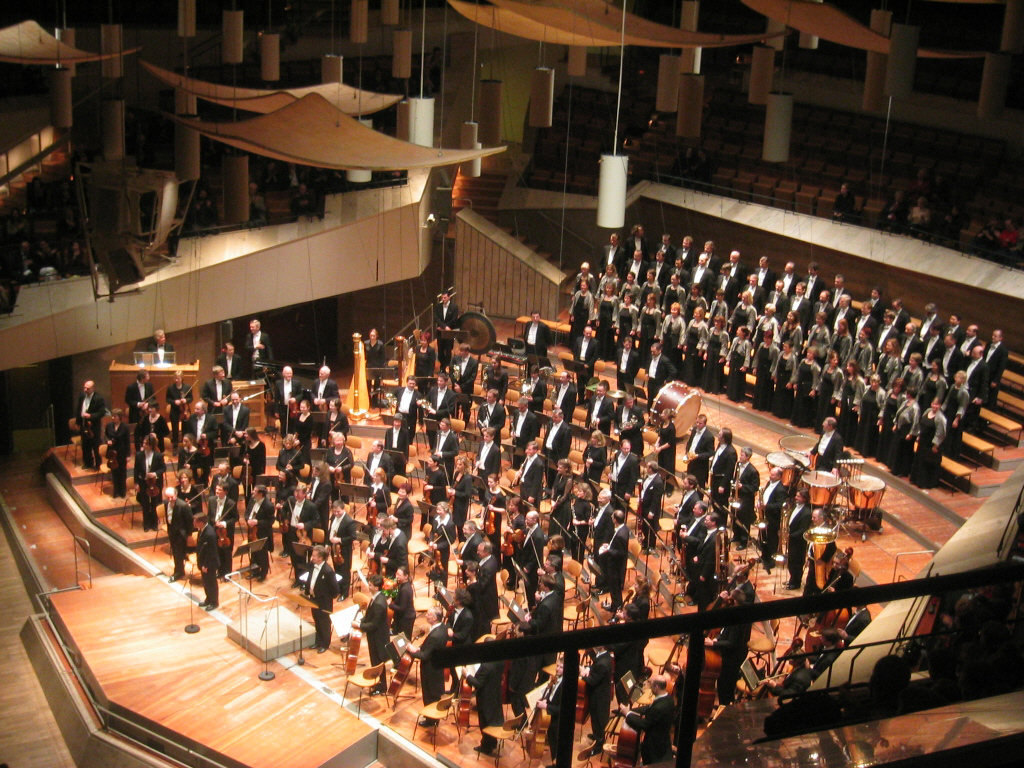
大ホール 内観
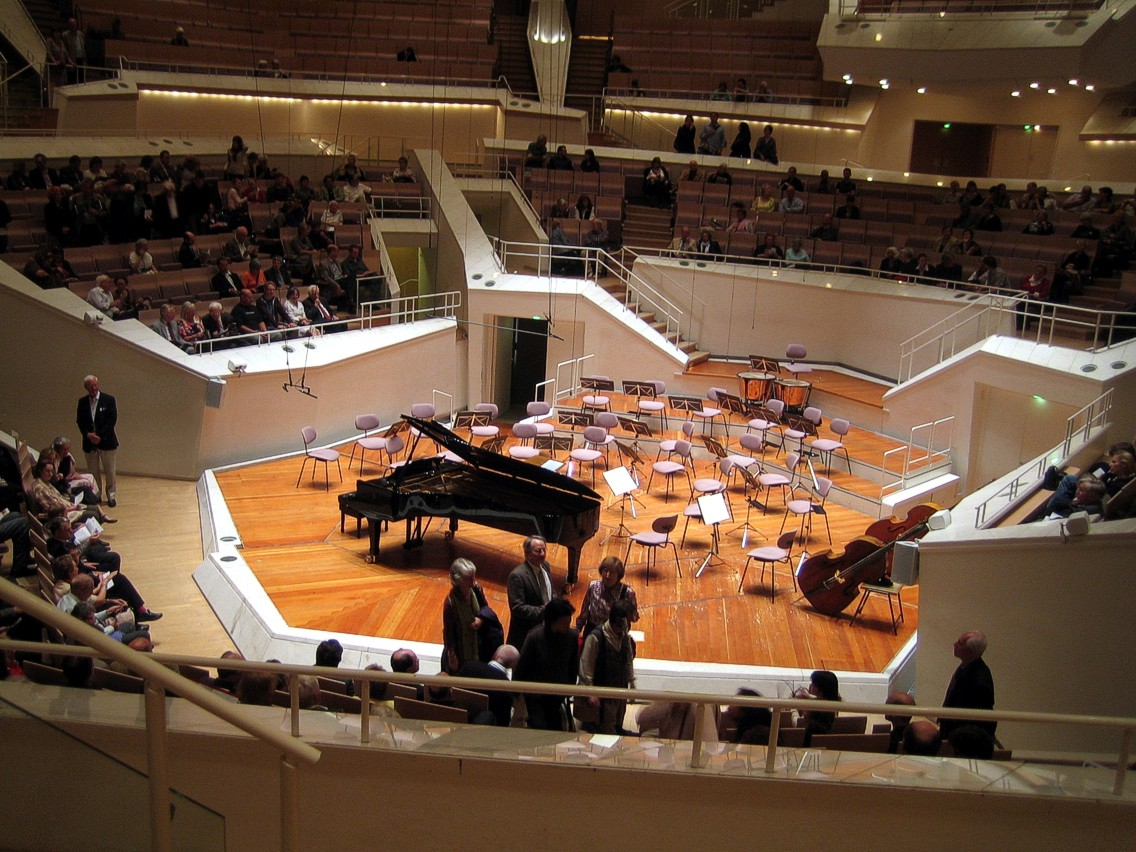
室内楽ホール 内観

## 旧フィルハーモニー

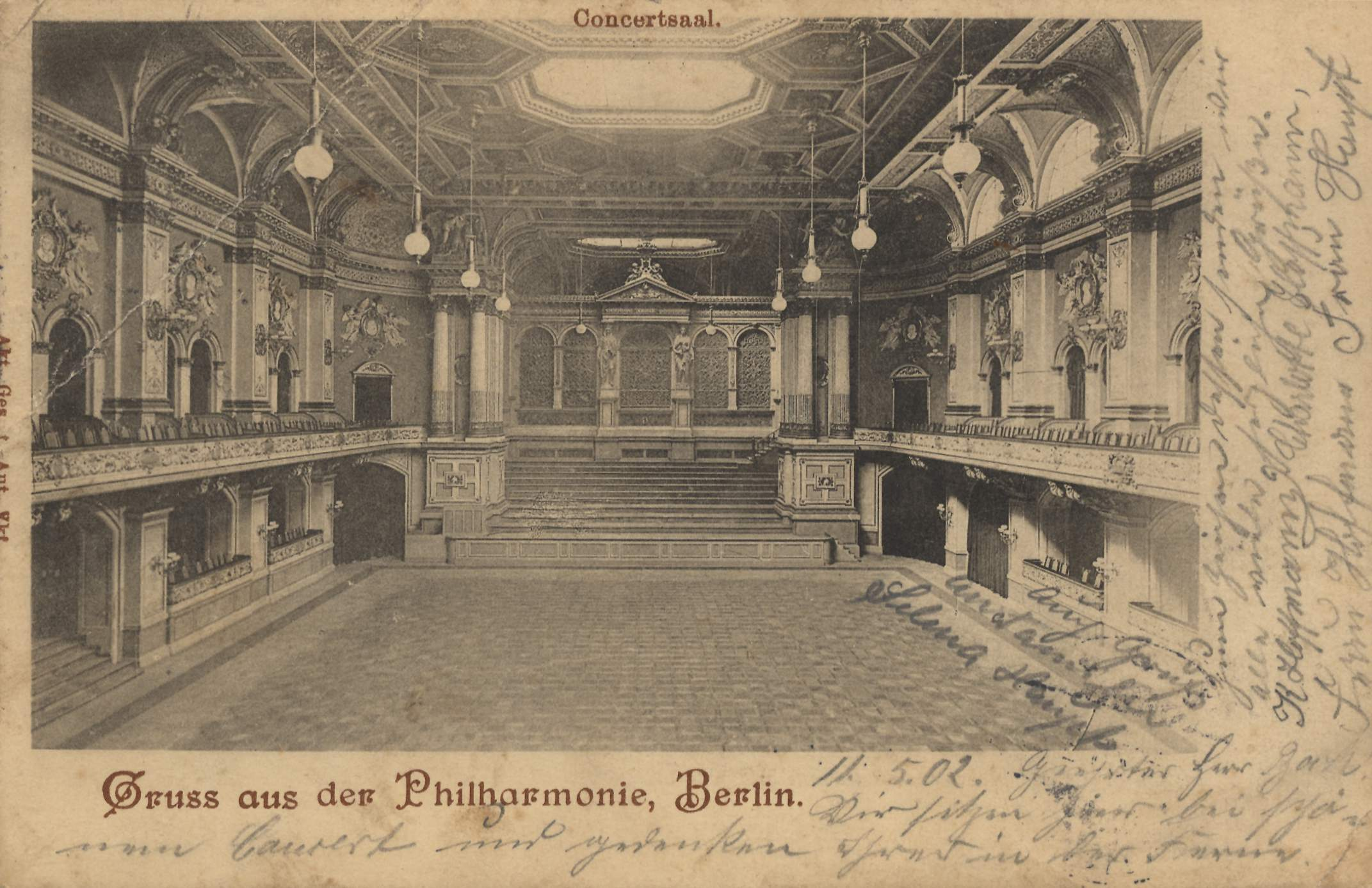
旧フィルハーモニーの内部（1900年）

かつてのフィルハーモニーは、ベルンブルガー通にあり、外観から内部まで全く異なる構造だった（当時記録された写真や演奏会の映像などで見ることができる）。この建物は、現在のフィルハーモニーとの混同を避けるため「旧フィルハーモニー」と呼称されることがある。
旧フィルハーモニーは、1882年に、当時としては世界最大のローラースケート場を改装して誕生した。19世紀のヨーロッパにおける代表的なシューボックス（靴箱）形式のコンサートホールの一つとして高い評価を得ていた。戦時中も演奏会用ホールとして使用されていたが、連合国軍による1944年1月30日のベルリン空襲に巻き込まれ、崩壊した。その後は使用することができず廃墟と化し、戦後になって解体された。
跡地は、現在公園となっているが、その入り口には旧フィルハーモニーがあったことを記念するプレートが埋め込まれている。

## 映画
- ヴィム・ベンダース監督「ベルリン・フィルハーモニー」（2014年） - オムニバスのドキュメンタリー3D映画『もしも建物が話せたら』の一話。